# (9903) Leonhardt
(9903) Leonhardt (1997 NA1) – planetoida z pasa głównego asteroid okrążająca Słońce w ciągu 5,39 lat w średniej odległości 3,07 j.a. Odkryta 4 lipca 1997 roku.